# Clasificación para la Copa Mundial de Fútbol de 1978
Un total de 104 equipos participaron en la fase de Clasificación para la Copa Mundial de Fútbol de 1978. Compitieron por una de las 16 plazas en el torneo final. Argentina, en calidad de anfitriones, y Alemania Federal, como los campeones defensores, se clasificaron automáticamente, dejando 14 plazas disponibles.
Las 16 plazas para el Mundial de 1978 fueron distribuidas de la siguiente manera:
- Europa (UEFA): 9.5 plazas, una de ellas fue automáticamente para Alemania Federal, mientras que las otras 8.5 fueron disputadas por 31 países. El ganador de la 0.5 plaza (el que terminara en noveno lugar) avanzaría a la Repesca Intercontinental (contra un equipo de CONMEBOL).
- Sudamérica (CONMEBOL): 3.5 plazas, una de ellas fue automáticamente para Argentina, mientras que las otras 2.5 fueron disputadas por 9 equipos. El ganador de la 0.5 plaza (el que terminara en tercer lugar) avanzaría a la Repesca Intercontinental (contra un equipo de UEFA).
- América del Norte y Central y el Caribe (CONCACAF): 1 plaza, disputada por 16 equipos.
- África (CAF): 1 plazas, disputadas por 26 equipos.
- Asia (AFC) y Oceanía (OFC): 1 plazas, disputadas por 22 equipos.

Un total de 95 equipos jugaron por lo menos un partido clasificatorio. Se jugaron un total de 252 partidos clasificatorios, y se anotaron 723 goles (un promedio de 2.87 por partido).

## Equipos clasificados
| N.º | Equipo           | Detalle                                         | Fecha de clasificación  | Part. | Cons. | Última | Mejor presentación               |
| --- | ---------------- | ----------------------------------------------- | ----------------------- | ----- | ----- | ------ | -------------------------------- |
| 1   | Argentina        | Anfitrión                                       | 6 de junio de 1966      | 7     | 2     | 1974   | Subcampeón (1930)                |
| 2   | Alemania Federal | Campeón de la Copa Mundial de Fútbol de 1974    | 7 de julio de 1974      | 9     | 7     | 1974   | Campeón (1954, 1974)             |
| 3   | Brasil           | 1° en el Triangular final de la Conmebol        | 14 de julio de 1977     | 11    | 11    | 1974   | Campeón (1958, 1962, 1970)       |
| 4   | Perú             | 2° en el Triangular final de la Conmebol        | 17 de julio de 1977     | 3     | 1     | 1970   | Cuartos de final (1970)          |
| 5   | Escocia          | Ganador del Grupo 7 de la Clasificación de UEFA | 12 de octubre de 1977   | 4     | 2     | 1974   | Primera ronda (1954, 1958, 1974) |
| 6   | México           | Ganador del Hexagonal final de la Concacaf      | 20 de octubre de 1977   | 8     | 1     | 1970   | Cuartos de final (1970)          |
| 7   | Países Bajos     | Ganador del Grupo 4 de la Clasificación de UEFA | 26 de octubre de 1977   | 4     | 2     | 1974   | Subcampeón (1974)                |
| 8   | Polonia          | Ganador del Grupo 1 de la Clasificación de UEFA | 29 de octubre de 1977   | 3     | 2     | 1974   | Tercer lugar (1974)              |
| 9   | Austria          | Ganador del Grupo 3 de la Clasificación de UEFA | 30 de octubre de 1977   | 4     | 1     | 1958   | Tercer lugar (1954)              |
| 10  | Suecia           | Ganador del Grupo 6 de la Clasificación de UEFA | 30 de octubre de 1977   | 7     | 3     | 1974   | Subcampeón (1958)                |
| 11  | Francia          | Ganador del Grupo 5 de la Clasificación de UEFA | 16 de noviembre de 1977 | 7     | 1     | 1966   | Tercer lugar (1958)              |
| 12  | Irán             | Ganador del Hexagonal final de AFC y OFC        | 25 de noviembre de 1977 | 1     | 1     | Debut  | Sin participaciones previas      |
| 13  | España           | Ganador del Grupo 8 de la Clasificación de UEFA | 30 de noviembre de 1977 | 5     | 1     | 1966   | Cuarto lugar (1950)              |
| 14  | Hungría          | Ganador de la repesca de Conmebol/UEFA          | 30 de noviembre de 1977 | 7     | 1     | 1966   | Subcampeón (1938, 1954)          |
| 15  | Italia           | Ganador del Grupo 2 de la Clasificación de UEFA | 3 de diciembre de 1977  | 9     | 5     | 1974   | Campeón (1934, 1938)             |
| 16  | Túnez            | Ganador del Triangular final de la CAF          | 11 de diciembre de 1977 | 1     | 1     | Debut  | Sin participaciones previas      |

## Zonas continentales
Para ver las fechas y resultados de las rondas clasificatorias de cada zona continental, hacer clic en los siguientes artículos:
- Europa (UEFA):

Grupo 1 - Polonia se clasificó.
Grupo 2 - Italia se clasificó.
Grupo 3 - Austria se clasificó.
Grupo 4 - Países Bajos se clasificó.
Grupo 5 - Francia se clasificó.
Grupo 6 - Suecia se clasificó.
Grupo 7 - Escocia se clasificó.
Grupo 8 - España se clasificó.
Grupo 9 - Hungría avanzó a la Repesca Intercontinental.
- Sudamérica (CONMEBOL):

Brasil y Perú se clasificaron. Bolivia avanzó a la Repesca Intercontinental.
- América del Norte, Central y el Caribe (CONCACAF):

México se clasificó.
- África (CAF)

Túnez se clasificó.
- Asia (AFC) y Oceanía (OFC)

Irán se clasificó.

### Repesca intercontinental
Hubo una repesca para determinar quién se llevaría la última plaza en la Copa Mundial de Fútbol de 1978. Esta repesca fue disputada por el noveno en la clasificación final de UEFA (Hungría) y el tercero de la fase final de la clasificación de CONMEBOL (Bolivia). El ganador de la serie se clasificó para la Copa Mundial de Fútbol.
| 29 de octubre de 1977 | Hungría                                                                         | 6:0 | Bolivia |                                   |                                   |
|                       | Nyilasi 12' · Tórócsik 19' · Zombori 22' · Varadi 27' · Pinter 39' · Nagy 81' · |     |         | Árbitro(s): Barreto Ruíz, Uruguay | Árbitro(s): Barreto Ruíz, Uruguay |

| 30 de noviembre de 1977                                                          | Bolivia                  | 2:3 (Global 2:9) | Hungría                                          |                                  |                                  |
|                                                                                  | Aragonés 45' (pen.), 90' |                  | Tórócsik 36' · Halasz 43' · Del Llano 84' (a.g.) | Árbitro(s): Corver, Países Bajos | Árbitro(s): Corver, Países Bajos |
| Primera vez que una selección de UEFA vence a Bolivia en condición de visitante. |                          |                  |                                                  |                                  |                                  |